# Landolphia fragrans
Landolphia fragrans är en oleanderväxtart som beskrevs av Marcel Pichon. Landolphia fragrans ingår i släktet Landolphia och familjen oleanderväxter. Inga underarter finns listade i Catalogue of Life.